# Robyn Erbesfieldová
Robyn Erbesfieldová-Raboutouová (* 8. srpna 1963 Atlanta) je bývalá americká reprezentantka ve sportovním lezení. Vítězka Rock Masteru v Arcu, mistryně světa a čtyřnásobná vítězka světového poháru v lezení na obtížnost.

## Lezecká rodina
Vítězem předních světových závodů v lezení na obtížnost byl v letech 1998–1989 i její manžel Didier Raboutou. Závodům se věnují také děti, dcera Brooke Raboutouová (juniorská vicemistryně světa 2016, která také jako nejmladší lezec vůbec přelezla cestu obtížnosti 8c) i syn Shawn Raboutou.

## Výkony a ocenění
- na MS získala postupně všechny tři kovy, se třemi medailemi je dosud mezi nejlepšími medailistkami MS (k 2016)
- čtyřnásobná vítězka v celkovém hodnocení světového poháru v lezení na obtížnost, získala celkem šest medailí za sedm let, i zde dosud patří mezi přední medailistky (k 2016)

### Závodní výsledky
| Arco Rock Master | Arco Rock Master |
| Rok              | 1994             |
| ---------------- | ---------------- |
| Obtížnost        | 1                |

| Mistrovství světa | Mistrovství světa | Mistrovství světa | Mistrovství světa |
| Rok               | 1991              | 1993              | 1995              |
| ----------------- | ----------------- | ----------------- | ----------------- |
| Obtížnost         | 3                 | 2                 | 1                 |

| Světový pohár         | Světový pohár | Světový pohár | Světový pohár | Světový pohár | Světový pohár | Světový pohár | Světový pohár |
| Rok                   | 1989          | 1990          | 1991          | 1992          | 1993          | 1994          | 1995          |
| --------------------- | ------------- | ------------- | ------------- | ------------- | ------------- | ------------- | ------------- |
| Obtížnost             | 3             | 4             | 3             | 1             | 1             | 1             | 1             |
| jednotlivě* (14/10/4) | ?,, · ?,?,?,  | ?,4,, · ?,?,  | , · ,5,5      | 4,, · ,       | , · ,         | , · ,         | , · ,         |

* pozn.: nalevo jsou poslední závody v roce

### Film
- 2011: The Fanatic Search2 - A Girl Thing, režie Laurent Triay, (ve filmu s dcerou Brooke)